# جيل هيل
جيل هيل (بالإنجليزية: Gil Hill)‏ هو ممثل أمريكي، ولد في 5 نوفمبر 1931 في الولايات المتحدة، وتوفي في 29 فبراير 2016 بديترويت في الولايات المتحدة بسبب ذات الرئة.

## أعمال

### أفلام
- (1984) شرطي بيفرلي هيلز[4][5][6]
- (1994) شرطي بيفرلي هيلز 3[7][8]

## وصلات خارجية
- جيل هيل على موقع IMDb (الإنجليزية)
- جيل هيل على موقع أول موفي (الإنجليزية)
- جيل هيل على موقع قاعدة بيانات الفيلم (الإنجليزية)